# کائو پینگ
کائو پینگ (انگلیسی: Cao Ping؛ زادهٔ ۲۲ آوریل ۱۹۵۸) بازیکن والیبال اهل چین بود. وی در بازی‌های المپیک تابستانی ۱۹۸۴ شرکت کرده‌است.